# Tibor Balázs
Tibor Balázs (né le 13 avril 1958 à Câmpia Turzii en Roumanie et décédé le 11 janvier 2017 à Esztergom) est un poète, traducteur, essayiste — docteur en littérature —, directeur de maison d'édition. Fils de pasteur protestant hongrois et de mère hongroise il fait ses études secondaires et universitaires en Roumanie, il poursuit l'école doctorale en Hongrie. 
Il vit en Hongrie depuis 1989.

## Études
(février 2017).
Université Babeş-Bolyai, faculté de philologie, Cluj-Napoca, Roumanie (1981-1986),
Université Stendhal (Grenoble-III) (1991),
Université Loránd Eötvös, Budapest, Hongrie, doctorat (PhD, 2005),

## Activité professionnelle
Enseignant à l'école primaire en Roumanie (1986-1987), professeur de lycée à Budapest (1990-1997). Il fonde en 1993 la maison d'édition Littera Nova à Budapest (230 titres publiés jusqu'au mois d'août 2010), dont il est directeur. De 1998 il travaille comme rédacteur en chef chez les Éditions Accordia de Budapest (420 titres publiés jusqu'au mois d'août 2010), il en devient directeur en 2005. Il traduit et publie d'auteurs français aussi.   
Il est membre de l'Union des Écrivains Hongrois.

## Publications
Il publie des poésies, des aphorismes, des poèmes pour enfants, des essais, des traductions du français en hongrois, du roumain en hongrois dans des revues et journaux hongrois, depuis 1978. 
Ses poésies écrites en français paraissent dans différents anthologies. Il publie des essais sur Pascal, Montesquieu, etc.
En 1987 les Editions Kriterion de Bucarest publient son premier recueil de poèmes : Kék sirályok.
En 1991 les Éditions Kráter de Budapest font paraître son deuxième recueil de vers : Ösvényeim.
À partir de 1995 paraissent, réédités ses volumes d'aphorismes chez les Éditions Penna (Hongrie) et Littera Nova (Hongrie).
Autres œuvres :
- Explorări în poezia lui A. E. Baconsky (étude écrite en roumain, Éditions Familia, Oradea, Roumanie,  2002)
- Ábel tornya (poésies,  Accordia, Budapest, 2003)
- A romániai magyar létköltészet története 1919-1989 (étude, Accordia, Budapest, 2006)
- Aforizma-párbaj (aphorismes, coauteur : Márta Csontos, Littera Nova, Budapest, 2010)

Livres pour enfants :
- A fogfájós vaddisznó (Littera Nova, Budapest, 1998)
- Félkalap (Accordia, Budapest, 2001, 2. éd. : 2010)
- Kótyomfittyek (Littera Nova, Budapest, 2001)

Traductions :
- François Garagnon: Jade et les sacrés mystères de la vie (Éditions Szent István Társulat, Budapest, 1994)
- Jean-Luc Moreau: Mimi et le dragon (Éditions Littera Nova, Budapest, 2001)

## Prix
Prix János ZSÁMBOKY (2000)
L'auteur a gagné plusieurs concours de poésie.